# Bones (Equinox-dal)
A Bones (magyarul: Csontok) EQUINOX bolgár együttes dala, amellyel Bulgáriát képviselték a 2018-as Eurovíziós Dalfesztiválon, Lisszabonban. Az együttest a bolgár műsorsugárzó, a BNT kérte fel a szereplésre. A dalt és a hozzákészült videóklipet 2018. március 12-én, mutatták be a dalfesztiválon versenyző 43 dal közül utolsó előttiként.

## Eurovíziós Dalfesztivál
A dalt az Eurovíziós Dalfesztiválon először a május 8-i első elődöntőben adták elő, fellépési sorrendben tízedikként az Észtországot képviselő Elina Nechayeva La forza című dala után és az Észak-Macedóniát képviselő Eye Cue Lost and Found című dala előtt. Az elődöntőből a hetedik helyen jutottak tovább a május 12-i döntőbe, ahol fellépési sorrendben tizennyolcadikként léptek fel a Finnországot képviselő Saara Aalto Monsters című dala után és a Moldovát képviselő DoReDoS My Lucy Day című dala előtt. A pontozás során a zsűri szavazáson összesítésben a kilencedik helyen végeztek 100 ponttal, míg a nézői szavazáson a tizennegyedik helyen végeztek 66 ponttal (Örményországtól maximális pontot kaptak), így összesítésben 166 ponttal a verseny tizennegyedik helyezettjei lettek.
A következő bolgár induló VICTORIA lett volna Tears Getting Sober című dalával a 2020-as Eurovíziós Dalfesztiválon, Rotterdamban.